# 栗柱螺
栗柱螺（学名：Colubraria castanea），是中腹足目布纹螺科布纹螺属的一种。主要分布于中国大陆，常栖息在潮下带。